# Nittedal Station
Nittedal Station (Nittedal stasjon) er en jernbanestation på Gjøvikbanen i Nittedal i Akershus fylke i Norge. Stationen består af to spor med to perroner, stationsbygning med ventesal, gangbro, parkeringsplads, cykelstativer og busstoppested.
Stationen blev oprettet som en holdeplads, der kun havde betjening af passagerer og gods, 20. december 1900, to år før Gjøvikbanen blev åbnet i sin fulde længde i 1902. 1. april blev den opgraderet til station, der også ekspederede tog. I mellemtiden blev der også opført en stationsbygning efter tegninger af arkitekten Paul Armin Due. Efter næsten 70 års drift blev stationen automatiseret ved hjælp af fjernstyring 13. december 1971, men den var fortsat bemandet indtil 12. februar 2002. I dag er stationen ubemandet med billetautomater, men stationsbygningen står stadig med en ventesal, der er åbent i dele af driftstiden.